# マンソリー・リネア・ビンチェロ

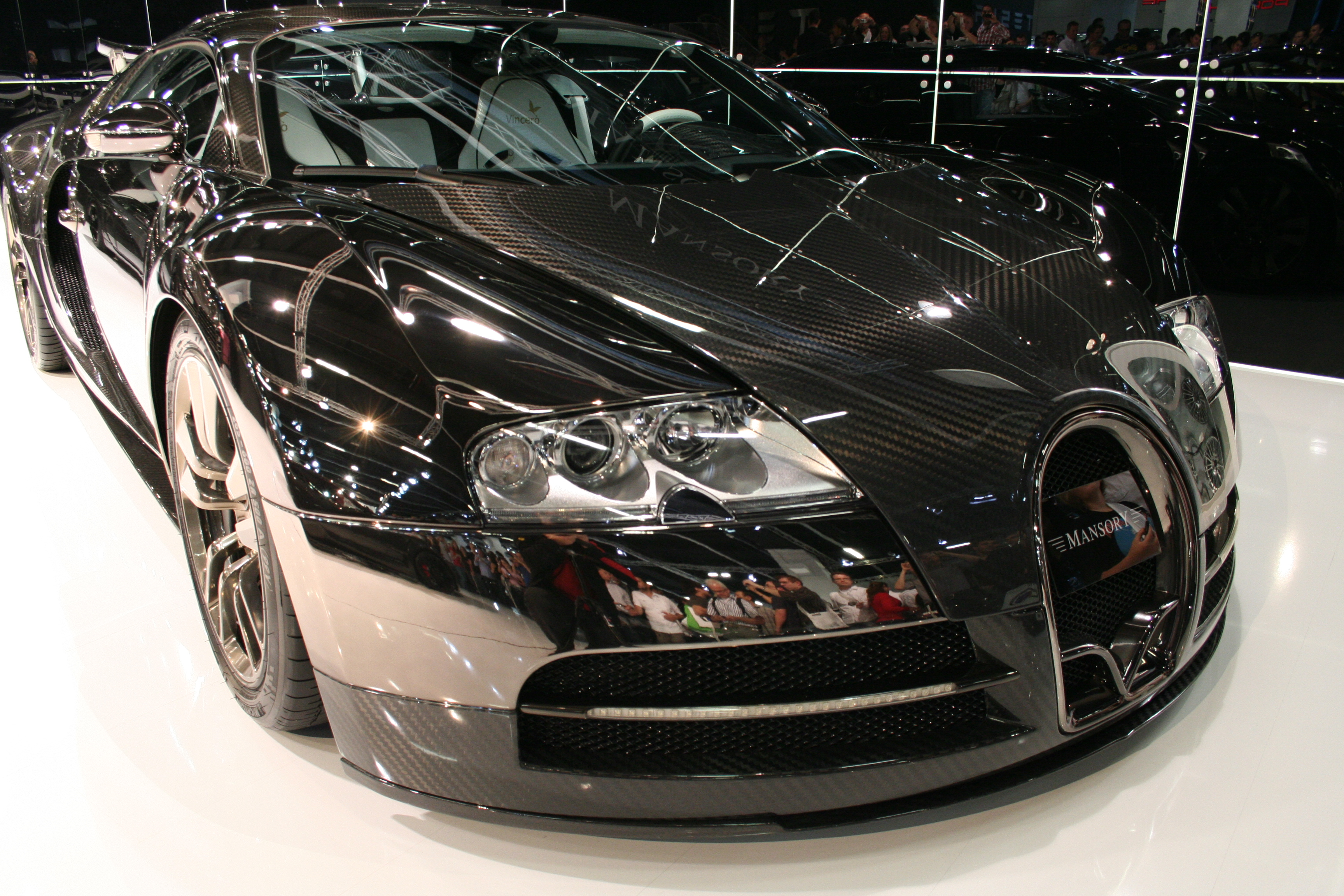
マンソリー・リネア・ビンチェロ

マンソリー・リネア・ビンチェロ (Mansory Linea Vincero) は、ドイツの自動車チューニングメーカーであるマンソリー社が、ブガッティ・ヴェイロン・16.4をベースに開発した自動車である。「ビンチェロ」(Vincero)とは、イタリア語で「私は勝利する」の意を持ち、イタリアの作曲家であるジャコモ・プッチーニのオペラ、「トゥーランドット」のアリア「誰も寝てはならぬ」 ("Nessun Dorma") に由来する。本項では、同車をベースに開発された、金色をあしらった限定モデルであるマンソリー・リネア・ビンチェロ・ドーロ (Mansory Linea Vincero D'Oro)についても解説する。
ノーマルのブガッティ・ヴェイロンと比べて、フロントがやや上がっている。ボディの多くは軽量のカーボンFRPで構成されている。中央のエアインテーク部には、Vincero の"V"を象った装飾が施されている。他にはLEDライトを装備し、後部排気口が拡大されている。

## リネア・ビンチェロ・"ドーロ"
通常のリネア・ビンチェロは単一色 (黒がベース) なのに対し、リミテッド・エディションのリネア・ビンチェロ・ドーロは、金色を多く用いたデザインとなっている。最大の相違点は、前述の金色を用いたアロイ・ホイールや、ボディに施された種々の金の装飾である。他にはカーボンに内蔵された銅線・バックミラー、燃料タンク、ヘッドライト洗浄ノズル等のカバー・LEDライト周辺に施された縁取りなどがある。